# Fujiwara no Nakanari
Fujiwara no Nakanari est un nom japonais traditionnel ; le nom de famille (ou le nom d'école), Fujiwara, précède donc le prénom (ou le nom d'artiste).
Fujiwara no Nakanari (藤原 仲成, 764 – 16 octobre 810) est un noble japonais du début de l'époque de Heian. Il est le fils ainé du chūnagon Fujiwara no Tanetsugu des Fujiwara Shikike. Il atteint le rang de cour de 従四位下 (ju shi-i no ge) et sangi.

## Biographie
Lorsque Tanetsugu, le père de Nakanari est assassiné en 785, Nakanari se voit accorder le rang de 従五位下 (ju go-i no ge) en dépit de son jeune âge. À la cour de l'empereur Kanmu, il occupe divers postes régionaux ainsi que des fonctions dans la garde impériale et au Daijō-kan. Il est également promu à trois reprises, aboutissant au rang de 従四位下 (ju shi-i no ge) en 801.
À la cour de l'empereur Heizei, Kusuko, sœur cadette de Nakanari, est favorisée par l'empereur et Nakanari est lui-même apprécié et se vante de son pouvoir politique. Malgré cela, ses actions perfides et arbitraires le rendent impopulaire. Il peut aussi avoir été impliqué dans l'incident du prince Iyo en 807 au cours duquel le prince Iyo, frère cadet de Heizei, est accusé d'avoir dirigé un complot et, finalement, se suicide, après quoi Nakanari est promu à des postes plus importants. En 809, il est nommé 観察使 (kansatsu-shi) du Hokurikudō, position à peu près équivalent à sangi, rejoignant ainsi les rangs des kugyō.
Plus tard cette même année, Heizei abdique le trône en faveur de son plus jeune frère, l'empereur Saga. Nakanari et Kusuko, craignant la perte de leur influence politique, déménagent avec lui à Heijō-kyō et travaillent à son retour sur le trône en l'encourageant à créer une cour opposée à celle de Saga lors de ce qui est devenu connu sous le nom « incident de Kusuko ». En 810, avec l'élimination du système kansatsu-shi, Nakanari est transféré au rang équivalent de sangi. Cependant, lorsque Heizei ordonne le retour de la capitale a Heijō-kyō cet automne-là, les relations entre les deux cours se détériorent encore davantage et quelques jours plus tard Nakanari est capturé par les gens de Saga. Il est confiné et rétrogradé au poste de kokushi (gouverneur) provisoire de la province de Sado et le lendemain est tué par Ki no Kiyonari (紀清成) et Sumiyoshi no Toyotsugu (住吉豊継).
L'exécution de Nakanari est considérée comme la dernière effectuée par la cour centrale japonaise jusqu'à la rébellion de Hōgen en 1156. Toutefois, selon l'universitaire Masataka Uwayokote, parce que la méthode d'exécution utilisée n'est pas conforme au choix de la décapitation ou de l'étranglement défini dans le code Yōrō, et parce qu'elle est survenue après que Nakanari a été officiellement rétrogradé, cette exécution peut avoir été une décision personnelle de l'empereur plutôt qu'une exécution formelle en vertu du système ritsuryō.

## Personnalité
Selon le Nihon Kōki, Nakanari est un homme de puissants désirs et certaines de ses mesures ont été prises sous l'influence de l'alcool. Il est insouciant de sa position personnelle parmi ses parents et ne peut être dissuadé de quoi que ce soit. Au fur et à mesure que l'influence de sa sœur Kusuko se développe, il monte plus haut sur la vague de son pouvoir, provoquant de profonds affronts à la royauté et aux hommes vertueux.
Par exemple, la tante de la femme de Nakanari est d'une grande beauté et il la courtise, mais quand elle se refuse à lui, il essaie de la prendre par la force. La tante s'échappe et cherche la protection du prince Sami (佐味親王), mais Nakanari fait irruption dans la maison où vivent le prince et sa mère. Proférant un langage injurieux, il la ligote et la viole.
Lorsque Nakanari est tué, l'opinion générale considère qu'il a eu ce qui l'attendait.

## Généalogie
- Père : Fujiwara no Tanetsugu
- Mère : fille de Awata no Michimaro (粟田道麻呂?)
- Épouse : fille de 笠江人 (Kasae no Hito?)
- Fils : Fujiwara no Fujinushi (藤原藤主?)[4].

## Source de la traduction
- (en) Cet article est partiellement ou en totalité issu de l’article de Wikipédia en anglais intitulé « Fujiwara no Nakanari » (voir la liste des auteurs).